# Mr. Robot
Mr. Robot è una serie televisiva statunitense di genere drammatico-thriller, creata dallo sceneggiatore Sam Esmail basata su un'idea di Amin Hammani e trasmessa dall'emittente USA Network dal 24 giugno 2015 al 22 dicembre 2019.
La serie ha ottenuto un grande successo di pubblico e ciò ha permesso al produttore, USA Network, di rinnovare la serie con una seconda stagione, che ha debuttato il 13 luglio 2016, e una terza, andata in onda nell'autunno 2017. L'episodio pilota è diretto dal regista di Uomini che odiano le donne, Niels Arden Oplev. A dicembre 2017 la serie è stata rinnovata per la quarta e ultima stagione, la quale è stata confermata il 29 agosto 2018 ed è andata in onda nel 2019. In Italia, la serie è trasmessa sul canale a pagamento Premium Stories, su Infinity, su Prime Video e su Netflix.

## Trama

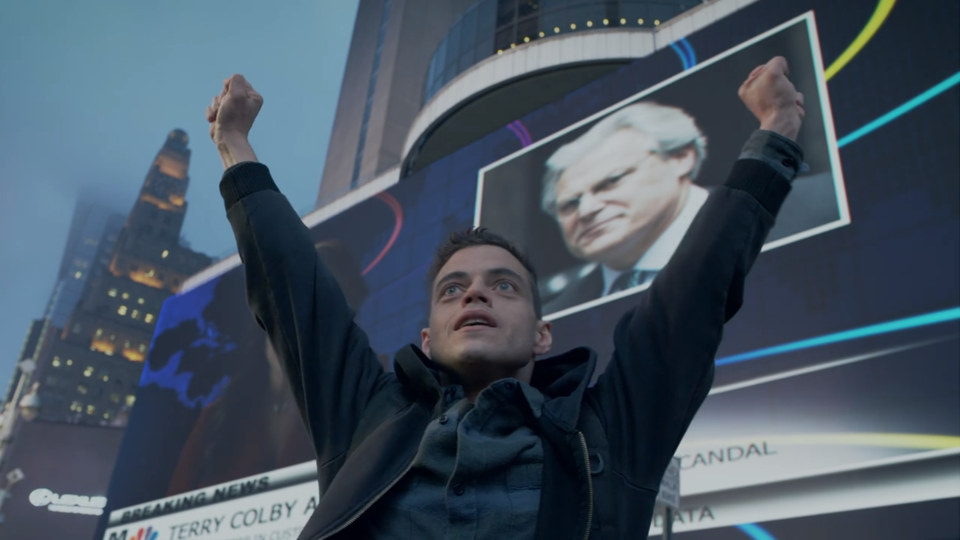
Elliot Alderson in una scena della serie

Elliot Alderson è un giovane ingegnere informatico di New York che lavora come esperto di sicurezza informatica presso la Allsafe Cybersecurity. Sociofobico, la sua mente è fortemente influenzata da deliri paranoici e allucinazioni che gli causano grossi problemi nel relazionarsi con le persone e che lo fanno vivere in un costante stato di ansia e paranoia. Nella vita privata, Elliot è uno stalker informatico che tratta le persone come computer da hackerare per scoprirne i segreti più intimi. 
Elliot viene avvicinato da Mr. Robot, un misterioso anarchico-insurrezionalista, che intende introdurlo in un gruppo di hacktivisti conosciuti con il nome di fsociety. Il manifesto di fsociety è liberare l'umanità dai debiti con le banche e smascherare i potenti che stanno distruggendo il mondo. Per convincere il giovane a unirsi alla causa, Mr. Robot dichiara di voler causare il fallimento della potente multinazionale E Corp, ritenuta responsabile di un disastro ambientale che causò la morte del padre di Elliot, insieme ad altre centinaia di persone. La E Corp, ribattezzata dal protagonista in Evil Corp (multinazionale malvagia), è il principale cliente della Allsafe e Elliot ne sarà nominato supervisore della sicurezza informatica.

## Episodi
| Stagione         | Episodi | Prima TV USA | Prima TV Italia |
| ---------------- | ------- | ------------ | --------------- |
| Prima stagione   | 10      | 2015         | 2016            |
| Seconda stagione | 12      | 2016         | 2017            |
| Terza stagione   | 10      | 2017         | 2018            |
| Quarta stagione  | 13      | 2019         | 2019-2020       |

## Personaggi e interpreti

### Personaggi principali
- Elliot Alderson (stagioni 1-4), interpretato da Rami Malek, doppiato da Flavio Aquilone.
Ingegnere che si occupa di sicurezza informatica presso la Allsafe, nei panni di hacker-vigilante afflitto da disturbo di ansia sociale, depressione, disturbo dissociativo dell'identità, e allucinazioni visive e uditive, alle quali si rivolge spesso, così come allo spettatore, come interlocutore durante dialoghi introspettivi[7][8]. Si presenta come un ragazzo depresso e sociofobico, che fa uso di morfina. Di giorno, Elliot passa le proprie giornate al lavoro, sforzandosi di apparire, per quanto gli è possibile, come un normale membro della cosiddetta "società civile" e proteggendo gli interessi delle multinazionali, in particolare la E Corp (chiamata da egli con il nome dispregiativo di Evil Corp). Nel suo tempo libero invece, Elliot opera come un giustiziere informatico, hackerando non solo individui esterni alla sua ristretta cerchia sociale, ma anche i propri conoscenti e amici, conservando poi le informazioni in CD, come fossero dei trofei. Un giorno, mentre è in metropolitana, incontra un misterioso personaggio, intento ad avvicinare il ragazzo ad un movimento di hacktivisti conosciuto con il nome di "Fsociety". Il gruppo è formato, oltre che ovviamente dall'uomo, da Darlene, Romero, Mobley e Shama, conosciuta anche come Trenton. L'obiettivo della Fsociety è distruggere la Evil Corp, multinazionale accusata dell'insabbiamento di rifiuti tossici che ha causato la morte per leucemia di numerosissime persone, oltre che del padre di Elliot.
- Darlene Alderson (stagioni 1-4), interpretata da Carly Chaikin e doppiata da Alessia Amendola.
Una degli hacker della Fsociety e sorella di Elliot, nonostante inizialmente quest’ultimo non la riconosca come tale.
- Angela Moss (stagioni 1-4), interpretata da Portia Doubleday, doppiata da Elena Perino.
Amica d'infanzia di Elliot e sua collega alla Allsafe.
- Tyrell Wellick (stagioni 1-4), interpretato da Martin Wallström, doppiato da Stefano Crescentini.
Vice-CTO senza scrupoli della Evil Corp, intenzionato a sfruttare la dote di Elliot a suo vantaggio.
- Mr. Robot (stagioni 1-4), interpretato da Christian Slater, doppiato da Christian Iansante.
Leader del gruppo di hacker Fsociety che intende reclutare a tutti i costi Elliot.
- Krista Gordon (stagioni 1-4), interpretata da Gloria Reuben, doppiata da Barbara Castracane.
Psicanalista di Elliot.
- Phillip Price (stagioni 2-4, ricorrente stagione 1), interpretato da Michael Cristofer, doppiato da Pierluigi Astore.
Cinico e spietato amministratore delegato della Evil Corp.
- Joanna Wellick (stagioni 2-3, ricorrente stagione 1), interpretata da Stephanie Corneliussen, doppiata da Chiara Gioncardi.
Moglie e consigliera senza scrupoli di Tyrell per la scalata al potere della Evil Corp.
- Dominique "Dom" DiPierro (stagioni 2-4), interpretata da Grace Gummer, doppiata da Domitilla D'Amico.
Agente dell'FBI che indaga sull'attacco hacker della Evil Corp.
- Whiterose/Zhi Zhang (stagioni 3-4, ricorrente stagioni 1-2), interpretato da BD Wong, doppiato da Marco Guadagno.
Enigmatico leader del gruppo hacker Dark Army e ministro della sicurezza cinese. È il principale antagonista della serie.
- Irving (stagione 3, guest star stagione 4), interpretato da Bobby Cannavale, doppiato da Massimo Lodolo.
Venditore di auto usate.
- Fernando Vera (stagione 4, ricorrente stagione 1, guest star stagione 3), interpretato da Elliot Villar, doppiato da Davide Lepore.
Spacciatore di droga e farmaci anti-astinenza per Elliot. Ha una visione distorta della realtà ed è ossessionato da Shayla.
- Janice (stagione 4), interpretata da Ashlie Atkinson, doppiata da Valentina Mari.
Tassidermista loquace, con un peculiare sense of humor.

### Personaggi secondari
- Gideon Goddard (stagioni 1-2, guest star stagione 3), interpretato da Michael Gill, doppiato da Angelo Maggi.
Amministratore della AllSafe, ha accolto Elliot nella sua società con benevolenza nonostante i suoi disturbi mentali.
- Ollie Parker (stagione 1, guest star stagioni 2, 4), interpretato da Ben Rappaport, doppiato da David Chevalier.
Fidanzato di Angela Moss e impiegato della Allsafe.
- Lloyd Chong (stagione 1, guest star stagioni 2, 4), interpretato da Aaron Takahashi, doppiato da Leonardo Graziano.
Collega di Elliot.
- Shayla Nico (stagione 1), interpretata da Frankie Shaw, doppiata da Erica Necci.
Fidanzata e spacciatrice di morfina di Elliot.
- Leslie Romero (stagioni 1-2), interpretato da Ron Cephas Jones, doppiato da Paolo Marchese.
Hacker della fsociety molto scettico riguardo a Elliot.
- Shama "Trenton" Biswas (stagioni 1-3), interpretata da Sunita Mani, doppiata da Sara Ferranti.
Membro della fsociety.
- Sunil "Mobley" Markesh (stagioni 1-3), interpretato da Azhar Khan, doppiato da Alessandro Quarta.
Membro della fsociety.
- Terry Colby (stagione 1, guest star stagioni 2-3), interpretato da Bruce Altman, doppiato da Roberto Chevalier.
Direttore tecnico della Evil Corp, ritenuto tra i principali responsabili del disastro ambientale in cui hanno perso la vita il padre di Elliot e la madre di Angela.
- Lenny Shannon (stagione 1, guest star stagioni 2–3), interpretato da Armand Schultz.
Ex spasimante di Krista e una delle prime persone hackerate da Elliot.
- Francis "Cisco" Shaw (stagioni 1-3), interpretato da Michael Drayer, doppiato da Daniele Giuliani.
Ex fidanzato di Darlene e collaboratore del gruppo terrorista informatico cinese Dark Army.
- Scott Knowles (stagioni 1-2), interpretato da Brian Stokes Mitchell.
Successore di Terry Colby alla carica di direttore tecnico della Evil Corp e rivale di Tyrell.
- Donald "Mr. Sutherland" Hoffman (stagioni 1-2, guest star stagione 3), interpretato da Jeremy Holm.
Autista e guardia del corpo di Tyrell e Joanna Wellick.
- Antara Nayar (stagioni 1-2, guest star stagione 3), interpretata da Sakina Jaffrey.
Avvocatessa che accompagna Angela nella lotta contro Terry Colby.
- Donald Moss (stagione 1; guest star stagione 2), interpretato da Don Sparks.
Padre adottivo di Angela.
- Sharon Knowles (stagione 1, guest star stagione 2), interpretata da Michele Hicks, doppiata da Daniela Calò.
Moglie di Scott Knowles.
- Magda Alderson (stagioni 1-2, 4), interpretata da Vaishnavi Sharma.
Madre di Elliot.
- Isaac Vera (stagione 1), interpretato da Rick Gonzalez.
Fratello di Vera.
- Elizabeth Chen (stagione 1, guest star stagione 4), interpretata da Nadia Gan.
Assistente di Tyrell.
- The Hamburger Man (stagione 3, guest star stagioni 1-2, 4), interpretato da Stephen Lin.
Tramite di Elliot con la Dark Army.
- Leon (stagioni 2-4), interpretato da Joey Badass, doppiato da Manuel Meli.
Nuovo amico di Elliot, residente nel suo "vicinato".
- La Cappellana (stagione 2), interpretata da Bernadette Quigley.
Cappellana che gestisce un gruppo di ascolto a cui prende parte Elliot.
- Susan Jacobs (stagione 2), interpretata da Sandrine Holt, doppiata da Federica De Bortoli.
Consulente generale della Evil Corp.
- Frank Cody (stagioni 2-3), interpretato da Erik Jensen.
Teorico della cospirazione e presentatore di un talk show.
- Derek (stagione 2, guest star stagione 3), interpretato da Chris Conroy, doppiato da Marco Vivio.
L'amante e pedina di Joanna.
- Ray Heyworth (stagione 2), interpretato da Craig Robinson, doppiato da Franco Mannella.
Altro uomo del "vicinato" di Elliot che gli offre aiuto.
- Lone Star (stagione 2), interpretato da Michael Maize.
Un uomo alle dipendenze di Ray.
- Ernesto Santiago (stagioni 2-3), interpretato da Omar Metwally.
Superiore di Dom all'FBI che lavora come talpa per la Dark Army per proteggere Tyrell Wellick.
- Grant (stagioni 2-3), interpretato da Grant Chang.
Assistente e amante di Whiterose.
- Rat Tail (stagione 2), interpretato da Luke Robertson.
Un ex-impiegato di Ray conosciuto per le sue IT skills.
- Norm Gill (stagione 3), interpretato da Rizwan Manji.
Nuovo partner di Dom nelle indagini dell'hack 5/9.
- Samar Swailem (stagione 3), interpretato da Ramy Youssef.
Collega di Elliot alla E Corp.
- Janet Robinson (stagione 3), interpretata da Christine M. Campbell.
Manager di alto livello alla E Corp.
- Bobbi (stagione 3), interpretata da Kathryn Danielle.
Manager delle risorse umane alla E Corp.
- Bo (stagione 3), interpretato da Josh Mostel.
Padrone di casa di Elliot.
- Wang Shu (stagione 4), interpretata da Jing Xu.
Assistente di Whiterose.
- Olivia Cortez (stagione 4), interpretata da Dominik García-Lorido.
Impiegata della Cyprus National Bank.
- Peanuts (stagione 4), interpretato da Young M.A.
Leale scagnozzo di Vera.
- Javi (stagione 4), interpretato da Jahneer E. Williams.
Leale scagnozzo di Vera.

## Distribuzione

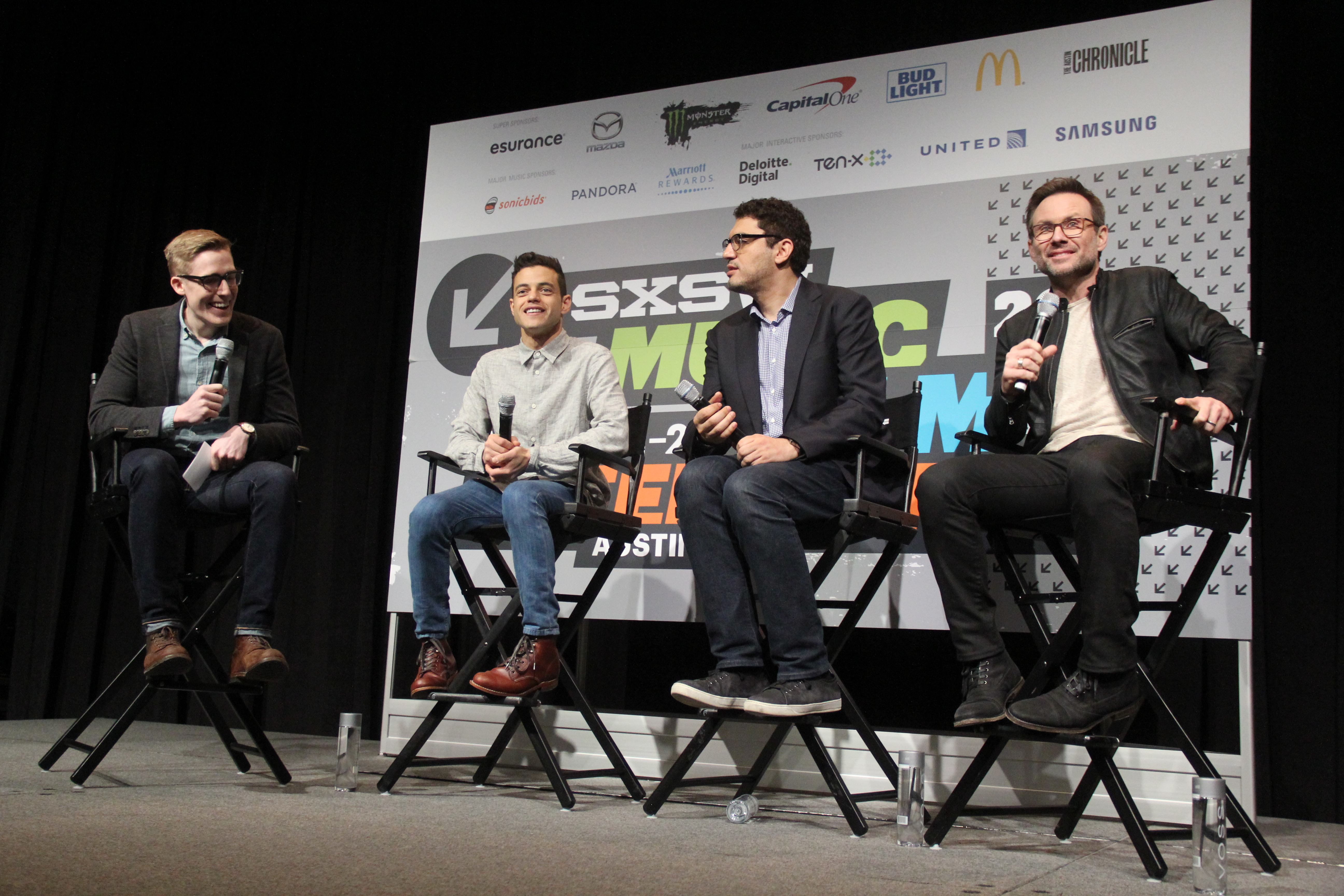
Rami Malek, Sam Esmail e Christian Slater, parte del cast della serie durante un'intervista al South by Southwest 2016

L'episodio pilota è stato distribuito in anteprima il 27 maggio 2015 attraverso varie piattaforme di video on demand, ricevendo un ottimo responso dalla critica e dal pubblico, tanto da spingere USA Network a rinnovare la serie per una seconda stagione prima del debutto televisivo, avvenuto il 24 giugno 2015. La seconda stagione ha debuttato il 13 luglio 2016, preceduta da un'anteprima del primo episodio distribuita online due giorni prima. Il 16 agosto 2016 la serie è stata rinnovata per una terza stagione e il 13 dicembre 2017 per una quarta ed ultima stagione.
In Italia, la prima stagione è trasmessa a pagamento sul canale Premium Stories della piattaforma Mediaset Premium partire dal 3 marzo 2016, e gratuitamente su Italia 1 a partire dal 15 novembre 2016.

## Accoglienza

### Critica

#### Stagione 1
La serie è stata accolta da un'acclamazione della critica; l'aggregatore di recensioni Rotten Tomatoes, ha assegnato un indice di gradimento del 96%, riassumendo il consenso dei critici con il giudizio: «Mr. Robot è un cyber-thriller pieno di suspense, con storie attuali e una premessa intrigante e provocatoria».
Alcune recensioni, come quella di Wired.it, l'hanno definita un "capolavoro", pur con le sue "incertezze e titubanze" nella narrazione che contribuiscono tuttavia a mantenere alta l'attenzione dello spettatore. Secondo Merrill Barr di Forbes il pilot è uno dei migliori che si sia visto negli ultimi anni, raggiungendo lo stesso livello di prodotti "premium" tipici di network come HBO o AMC. Per Frances Roberts di Den of Geek! è «l'erede spirituale di Fight Club».

#### Stagione 2
Anche la seconda stagione è stata ben accolta dalla critica. Su Rotten Tomatoes, ha un indice di gradimento del 94%, sulla base di 32 recensioni, con un voto medio di 8,1/10. Su Metacritic ha un punteggio di 81 su 100, basato su 28 recensioni, e che lo definisce "successo mondiale".

#### Stagione 3
La terza stagione ha avuto un indice di gradimento del 82% su Metacritic, dove Darren Franich di Entertainment Weekly, la definisce "un capolavoro", mentre Rotten Tomatoes da una percentuale di 92% di gradimento, sulla base di 17 recensioni da parte di diversi critici internazionali.

#### Stagione 4
Anche la quarta stagione è stata ben accolta dalla critica. Su Rotten Tomatoes ha un indice di gradimento del 97%, simile al voto ricevuto su imdb (9.7 su 10). Con questa stagione la serie è stata inoltre definita una delle serie del decennio da variety.com, vice.com e vox.com. L'episodio numero 7 "407 Proxy Authentication Required" è stato particolarmente acclamato dalla critica con un voto di 9.9/10 su imdb, ed è stato dichiarato il miglior episodio dell'anno, e sicuramente uno dei migliori di tutti i tempi, sul sito decider.com.

### Ascolti
USA Network stimò che l'anteprima del pilot distribuita online sulle varie piattaforme abbia totalizzato oltre 2,7 milioni di visualizzazioni.
Il 24 giugno 2015 il primo episodio fu seguito da circa 1,75 milioni di telespettatori, pari ad un rating del 0,5% nella fascia di riferimento 18-49 anni; contando anche le visioni nel corso della settimana seguente l'audience complessiva raggiunse i 3,09 milioni di spettatori.

## Riconoscimenti
- 2016 – Premio Emmy
  - Miglior attore in una serie drammatica a Rami Malek
  - Miglior composizione musicale per una serie televisiva a Mac Quayle (Primetime Creative Arts Emmy Awards 2016)
  - Candidatura per la migliore serie drammatica
  - Candidatura per la migliore sceneggiatura per una serie drammatica a Sam Esmail
  - Candidatura per il miglior casting per una serie drammatica a Susie Farris, Beth Bowling e Kim Miscia (Primetime Creative Arts Emmy Awards 2016)
- 2016 – Critics' Choice Television Award[29]
  - Miglior serie drammatica
  - Miglior attore in una serie drammatica a Rami Malek
  - Miglior attore non protagonista in una serie drammatica a Christian Slater
  - Candidatura per la miglior guest star in una serie drammatica a BD Wong
- 2016 – Golden Globe[30]
  - Miglior serie drammatica
  - Miglior attore non protagonista in una serie, miniserie o film TV a Christian Slater
  - Candidatura per il miglior attore in una serie drammatica a Rami Malek
- 2016 – Satellite Award[31]
  - Candidatura per la miglior serie drammatica
  - Candidatura per il miglior attore in una serie drammatica a Rami Malek
  - Candidatura per il miglior attore non protagonista in una serie drammatica a Christian Slater
- 2016 – Screen Actors Guild Award
  - Candidatura per il miglior attore in una serie drammatica a Rami Malek

## Opere correlate

### Mr. Robot_dec0d3d.doc
Il 20 giugno 2016 è andato in onda negli Stati Uniti uno speciale di un'ora intitolato Mr. Robot_dec0d3d.doc che esplora l'autenticità e l'impatto sociale della serie, con un'anticipazione della seconda stagione. Sono presenti anche interviste al cast e ai membri della troupe, nonché ad esperti e giornalisti in materia di hacking e sicurezza informatica. La sua prima messa in onda è stata seguita da 780.000 spettatori circa.

### Hacking Robot
Nel mese di giugno 2016, USA Network ha annunciato Hacking Robot, un "aftershow" (un talk show dedicato al programma appena andato in onda) dal vivo presentato da Andy Greenwald. La prima puntata di Hacking Robot è stato trasmesso subito dopo il primo episodio della seconda stagione, con ospiti Sam Esmail, Rami Malek, Christian Slater, Carly Chaikin e Portia Doubleday, ed è stato seguito da circa 376.000 spettatori. La seconda puntata è andata in onda il 7 settembre 2016, dopo il decimo episodio della seconda stagione.

### Land of Ecodelia - Videogioco
Nell'undicesima puntata della seconda stagione è presente un gioco per Commodore 64 chiamato Land of Ecodelia, consistente in una serie di domande a cui Angela risponde. USA Network ha realizzato una versione del gioco online gratuita emulando l'home computer degli anni 80.

### eXit - Videogioco
Nell'undicesima puntata della quarta stagione è presente un gioco a domande simile a Land of Ecodelia, a cui Elliot deve rispondere per salvare il mondo. Il gioco è stato pubblicato qualche giorno dopo la fine della serie da USA Network.

## Curiosità
- I nomi dei primi 10 episodi della quarta serie sono, insieme al numero della stagione e il numero dell'episodio, codici HTTP; per esempio stagione 4, episodio 03, e nome "Proibito" formano il codice HTTP "403 Forbidden".
- Il nickname Sam Sepiol, usato spesso da Elliot e in particolare nella puntata La missione, è una combinazione tra il nome Sam, dal creatore Sam Esmail, e il cognome Sepiol, dal vice-presidente esecutivo della NBC Universal Alex Sepiol.
- Il nickname Dolores Haze, usato spesso da Darlene, è un riferimento al personaggio omonimo presente nel romanzo Lolita.